# مونگو
مونگو  یک شهر در چاد است که در Guéra Department واقع شده‌است.

## خصوصیات
مونگو  ۴۰٬۲۳۳ نفر جمعیت دارد و ۴۰۴ متر بالاتر از سطح دریا واقع شده‌است.